# Protásio Alves (Rio Grande do Sul)

## Introdução
Protásio Alves é um município brasileiro do estado do Rio Grande do Sul.

## Recorde nacional
Uma reportagem do Globo Repórter, cuja data de origem da matéria é desconhecida, revelou a estatística de que a cidade tinha a maior taxa de homens solteiros do país.

## Eleições Municipais - EM EDIÇÃO
A seguir, você verá as eleições que ocorreram no Município de Protásio Alves desde a emancipação até os dias atuais.
Os candidatos em Negrito e com a subscrição "ELEITO" foram aqueles eleitos através dos votos apurados pelas urnas

### Eleições Municipais de 1988
| Prefeito                      | Vice-Prefeito                 | Votos Recebidos | %     |
| ----------------------------- | ----------------------------- | --------------- | ----- |
| Nilo José Stella ELEITO       | Reinelli Prigol ELEITO        | 685             | 49,06 |
| Martinho Rosin                | Américo Sostisso              | 638             | 45,70 |
| Votos Brancos                 | Votos Brancos                 | 66              | 5,22  |
| Votos Nulos                   | Votos Nulos                   | 7               | N/D   |
| Candidatos Vereadores:        |                               |                 |       |
| Antônio R. Balbinot ELEITO    | Antônio R. Balbinot ELEITO    | 113             | 11,75 |
| João Nassir Lorencet ELEITO   | João Nassir Lorencet ELEITO   | 79              | 8,22  |
| Inácio Zanin ELEITO           | Inácio Zanin ELEITO           | 77              | 8,01  |
| Ivo J. Rodrigues Leite ELEITO | Ivo J. Rodrigues Leite ELEITO | 77              | 8,01  |
| João Carlos Porta ELEITO      | João Carlos Porta ELEITO      | 62              | 6,45  |
| Pedrinho Airton Prigol ELEITO | Pedrinho Airton Prigol ELEITO | 61              | 6,34  |
| Valdir Antônio Porta ELEITO   | Valdir Antônio Porta ELEITO   | 58              | 6,03  |
| Darci Cecchin ELEITO          | Darci Cecchin ELEITO          | 58              | 6,03  |
| Eloes Hermes Marchetti ELEITO | Eloes Hermes Marchetti ELEITO | 57              | 5,93  |
| Silvio Luiz Bolzan            | Silvio Luiz Bolzan            | 55              | 5,72  |
| Zulmir Dalacort               | Zulmir Dalacort               | 51              | 5,30  |
| Moacir José Cecchin           | Moacir José Cecchin           | 50              | 5,20  |
| Iraci Bortolon                | Iraci Bortolon                | 41              | 4,26  |
| João Costa                    | João Costa                    | 38              | 3,95  |
| Caetano Fracasso              | Caetano Fracasso              | 33              | 3,43  |
| Inácio D. Todescatto          | Inácio D. Todescatto          | 21              | 2,18  |
| Fioravante Prigol             | Fioravante Prigol             | 17              | 1,76  |
| Albino Cassol                 | Albino Cassol                 | 13              | 1,43  |

### Eleições Municipais de 1992
| Prefeito                      | Vice-Prefeito                 | Votos Recebidos | %     |
| ----------------------------- | ----------------------------- | --------------- | ----- |
| Valdir Antônio Porta ELEITO   | José Maximino Spanhol ELEITO  | 989             | 58,79 |
| Martinho Rosin                | N/D                           | 669             | 39,77 |
| Votos Brancos                 | Votos Brancos                 | 18              | 1,44  |
| Votos Nulos                   | Votos Nulos                   | 6               | N/D   |
| Candidatos Vereadores:        |                               |                 |       |
| Silvio Luiz Bolzan ELEITO     | Silvio Luiz Bolzan ELEITO     | 108             | 14,43 |
| Antoninho Balbinot ELEITO     | Antoninho Balbinot ELEITO     | 100             | 13,36 |
| Caetano Fracasso ELEITO       | Caetano Fracasso ELEITO       | 92              | 12,29 |
| Moacir José Cecchin ELEITO    | Moacir José Cecchin ELEITO    | 90              | 12,03 |
| Darci Cecchin ELEITO          | Darci Cecchin ELEITO          | 84              | 11,22 |
| Antônio J. Cassol ELEITO      | Antônio J. Cassol ELEITO      | 81              | 10,82 |
| Américo Sostisso ELEITO       | Américo Sostisso ELEITO       | 66              | 8,82  |
| Ivo J. Rodrigues Leite ELEITO | Ivo J. Rodrigues Leite ELEITO | 64              | 8,55  |
| Eloes Hermes Marchetti ELEITO | Eloes Hermes Marchetti ELEITO | 63              | 8,48  |

### Eleições Municipais de 1996
| Prefeito                            | Vice-Prefeito                       | Votos Recebidos | %     |
| ----------------------------------- | ----------------------------------- | --------------- | ----- |
| Mauro Mignoni ELEITO                | N/D                                 | 862             | 50,26 |
| José Maximino Spanhol               | N/D                                 | 844             | 49,21 |
| Votos Brancos                       | Votos Brancos                       | 9               | 0,53  |
| Votos Nulos                         | Votos Nulos                         | 13              | N/D   |
| Candidatos Vereadores:              |                                     |                 |       |
| Dirceu Stella ELEITO                | Dirceu Stella ELEITO                | 133             | 7,80  |
| Antonio Cesar Vieira Jacques ELEITO | Antonio Cesar Vieira Jacques ELEITO | 123             | 7,21  |
| Eloes Hermes Marchetti ELEITO       | Eloes Hermes Marchetti ELEITO       | 118             | 6,92  |
| Antônio J. Cassol ELEITO            | Antônio J. Cassol ELEITO            | 117             | 6,86  |
| Dervile Cecchin ELEITO              | Dervile Cecchin ELEITO              | 117             | 6,86  |
| Francisco José Defaveri ELEITO      | Francisco José Defaveri ELEITO      | 114             | 6,68  |
| Jair Cassol ELEITO                  | Jair Cassol ELEITO                  | 105             | 6,15  |
| Domingos A. Donadelo ELEITO         | Domingos A. Donadelo ELEITO         | 102             | 5,98  |
| Valdeli Cecchin ELEITO              | Valdeli Cecchin ELEITO              | 85              | 4,98  |
| Jocimar Furlan                      | Jocimar Furlan                      | 99              | 5,80  |
| Darci Cecchin                       | Darci Cecchin                       | 97              | 5,69  |
| Antoninho Raimundo Balbinot         | Antoninho Raimundo Balbinot         | 91              | 5,33  |
| Elias Antonio Cecchin               | Elias Antonio Cecchin               | 84              | 4,92  |
| Honorino Gaspari                    | Honorino Gaspari                    | 77              | 4,51  |
| Elza De Lourdes Bolsoni Prigol      | Elza De Lourdes Bolsoni Prigol      | 66              | 3,87  |
| Danilo Pagnoncelli                  | Danilo Pagnoncelli                  | 65              | 3,81  |
| Deoraci Ceratto                     | Deoraci Ceratto                     | 37              | 2,17  |
| Moacir Jose Cecchin                 | Moacir Jose Cecchin                 | 27              | 1,58  |
| Jorge Albino Rampom                 | Jorge Albino Rampom                 | 8               | 0,47  |
| Pedro Turani                        | Pedro Turani                        | 1               | 0,06  |

### Eleições Municipais de 2000
| Prefeito                            | Vice-Prefeito                       | Votos Recebidos | %     |
| ----------------------------------- | ----------------------------------- | --------------- | ----- |
| Mauro Mignoni ELEITO                | N/D                                 | 925             | 50,35 |
| Nilo José Stella                    | N/D                                 | 912             | 49,54 |
| Votos Brancos                       | Votos Brancos                       | 2               | 0,11  |
| Votos Nulos                         | Votos Nulos                         | 31              | N/D   |
| Candidatos Vereadores:              |                                     |                 |       |
| Jocimar Furlan ELEITO               | Jocimar Furlan ELEITO               | 151             | 8,53  |
| Agenor Gregório Prigol ELEITO       | Agenor Gregório Prigol ELEITO       | 143             | 8,08  |
| Benito Stella ELEITO                | Benito Stella ELEITO                | 129             | 7,29  |
| Antônio J. Cassol ELEITO            | Antônio J. Cassol ELEITO            | 119             | 6,72  |
| Eloes Hermes Marchetti ELEITO       | Eloes Hermes Marchetti ELEITO       | 113             | 6,38  |
| Domingos A. Donadelo ELEITO         | Domingos A. Donadelo ELEITO         | 108             | 6,23  |
| Rogério Rangel do Rosário ELEITO    | Rogério Rangel do Rosário ELEITO    | 98              | 5,53  |
| Nelson Donadello ELEITO             | Nelson Donadello ELEITO             | 94              | 5,31  |
| Antonio Cesar Vieira Jacques ELEITO | Antonio Cesar Vieira Jacques ELEITO | 87              | 4,91  |
| Valdeci Cecchin                     | Valdeci Cecchin                     | 85              | 4,80  |
| Egidio Stella                       | Egidio Stella                       | 76              | 4,29  |
| Darci Cecchin                       | Darci Cecchin                       | 64              | 3,61  |
| Margarida Maria Scapinelli          | Margarida Maria Scapinelli          | 59              | 3,33  |
| Doralino Luiz Cecchin               | Doralino Luiz Cecchin               | 58              | 3,27  |
| Inácio Venâncio Pegoraro            | Inácio Venâncio Pegoraro            | 55              | 3,10  |
| Francisco José Defaveri             | Francisco José Defaveri             | 52              | 2,93  |
| Domingos Miglioretto                | Domingos Miglioretto                | 49              | 2,77  |
| Caetano Fracasso                    | Caetano Fracasso                    | 46              | 2,60  |
| Elsa de Lourdes Bolsoni Prigol      | Elsa de Lourdes Bolsoni Prigol      | 46              | 2,60  |
| Eloi João Dall'Agnol                | Eloi João Dall'Agnol                | 39              | 2,20  |
| Jair Cassol                         | Jair Cassol                         | 37              | 2,09  |
| Crespin Brancalione                 | Crespin Brancalione                 | 31              | 1,75  |
| Miguel Raimundo Alban               | Miguel Raimundo Alban               | 15              | 0,84  |
| Moacir José Cecchin                 | Moacir José Cecchin                 | 15              | 0,84  |

### Eleições Municipais de 2004
| Prefeito                       | Vice-Prefeito                  | Votos Recebidos | %     |
| ------------------------------ | ------------------------------ | --------------- | ----- |
| Eloes Hermes Marchetti ELEITO  | N/D                            | 887             | 50,20 |
| Agustinho Costa                | N/D                            | 880             | 49,80 |
| Votos Brancos                  | Votos Brancos                  | N/D             | N/D   |
| Votos Nulos                    | Votos Nulos                    | N/D             | N/D   |
| Candidatos Vereadores:         |                                |                 |       |
| Inácio Florindo Rampon ELEITO  | Inácio Florindo Rampon ELEITO  | 159             | 8,95  |
| Jusandro Bortolon ELEITO       | Jusandro Bortolon ELEITO       | 153             | 8,61  |
| Helder Prigol ELEITO           | Helder Prigol ELEITO           | 120             | 6,76  |
| Valdeci Cecchin ELEITO         | Valdeci Cecchin ELEITO         | 114             | 6,42  |
| Joarez José Rampazzo ELEITO    | Joarez José Rampazzo ELEITO    | 100             | 5,63  |
| Rogério Rangel do Rosário      | Rogério Rangel do Rosário      | 98              | 5,52  |
| João Carlos Porta              | João Carlos Porta              | 84              | 4,73  |
| Darci Cecchin                  | Darci Cecchin                  | 76              | 4,28  |
| Elza de Lourdes Bolsoni Prigol | Elza de Lourdes Bolsoni Prigol | 63              | 3,55  |
| Moacir José Cecchin            | Moacir José Cecchin            | 16              | 0,90  |
| Caetano Fracasso               | Caetano Fracasso               | 2               | 0,11  |

### Eleições Municipais de 2008
| Prefeito                         | Vice-Prefeito                    | Votos Recebidos | %     |
| -------------------------------- | -------------------------------- | --------------- | ----- |
| José Maximino Spanhol ELEITO     | N/D                              | 1034            | 58,25 |
| Eloes Hermes Marchetti           | N/D                              | 741             | 40,46 |
| Votos Brancos                    | Votos Brancos                    | 23              | 1,29  |
| Votos Nulos                      | Votos Nulos                      | 37              | N/D   |
| Candidatos Vereadores:           |                                  |                 |       |
| Inácio Zanin ELEITO              | Inácio Zanin ELEITO              | 169             | 9,76  |
| Hermes Jacinto Ferreira ELEITO   | Hermes Jacinto Ferreira ELEITO   | 158             | 9,12  |
| Juliano Stella ELEITO            | Juliano Stella ELEITO            | 130             | 7,51  |
| Lirio Stella ELEITO              | Lirio Stella ELEITO              | 120             | 6,93  |
| Inácio Florindo Rampon ELEITO    | Inácio Florindo Rampon ELEITO    | 116             | 6,70  |
| Antônio José Cassol ELEITO       | Antônio José Cassol ELEITO       | 109             | 6,29  |
| Carlos Brancalione ELEITO        | Carlos Brancalione ELEITO        | 108             | 6,24  |
| Hermes Donadello                 | Hermes Donadello                 | 107             | 6,18  |
| Joarez José Rampazzo ELEITO      | Joarez José Rampazzo ELEITO      | 99              | 5,71  |
| Rogério Rangel do Rosário ELEITO | Rogério Rangel do Rosário ELEITO | 90              | 5,20  |
| Valdeci Cecchin                  | Valdeci Cecchin                  | 86              | 4,96  |
| João Gabriel Alban               | João Gabriel Alban               | 81              | 4,67  |
| Rodrigo Dallacort                | Rodrigo Dallacort                | 80              | 4,62  |
| André Bolsoni Prigol             | André Bolsoni Prigol             | 73              | 4,21  |
| Ivo João Rodrigues Leite         | Ivo João Rodrigues Leite         | 72              | 4,15  |
| Irineu Pagnocelli                | Irineu Pagnocelli                | 63              | 3,63  |
| Sadi Girardi                     | Sadi Girardi                     | 57              | 3,29  |
| Claudir Capellaro                | Claudir Capellaro                | 13              | 0,83  |

### Eleições Municipais de 2012
| Prefeito                       | Vice-Prefeito                  | Votos Recebidos | %     |
| ------------------------------ | ------------------------------ | --------------- | ----- |
| Jusandro Bortolon ELEITO       | N/D                            | 1127            | 59,81 |
| Silvano Marchetti              | N/D                            | 740             | 39,29 |
| Votos Brancos                  | Votos Brancos                  | 17              | 0,90  |
| Votos Nulos                    | Votos Nulos                    | 42              | N/D   |
| Candidatos Vereadores:         |                                |                 |       |
| Valdecir Antônio Rampon ELEITO | Valdecir Antônio Rampon ELEITO | 202ㅤㅤㅤㅤㅤ   | 11,25 |
| Clairto Ochi ELEITO            | Clairto Ochi ELEITO            | 186ㅤㅤㅤㅤㅤㅤ | 10,36 |
| Antônio José Cassol ELEITO     | Antônio José Cassol ELEITO     | 170ㅤㅤㅤㅤㅤㅤ | 9,47  |
| Lodovino Luiz Lorencet ELEITO  | Lodovino Luiz Lorencet ELEITO  | 157ㅤㅤㅤㅤㅤㅤ | 8,75  |
| Moacir Stella ELEITO           | Moacir Stella ELEITO           | 147ㅤㅤㅤㅤㅤㅤ | 8,19  |
| Roberto Prigol ELEITO          | Roberto Prigol ELEITO          | 138ㅤㅤㅤㅤㅤㅤ | 7,69  |
| Francisco José Defaveri ELEITO | Francisco José Defaveri ELEITO | 122ㅤㅤㅤㅤㅤㅤ | 6,80  |
| Egidio Stella ELEITO           | Egidio Stella ELEITO           | 103ㅤㅤㅤㅤㅤㅤ | 5,74  |
| Inácio Florindo Rampon ELEITO  | Inácio Florindo Rampon ELEITO  | 99ㅤㅤㅤㅤㅤㅤ  | 5,51  |
| Valdeci Cecchin                | Valdeci Cecchin                | 98ㅤㅤㅤㅤㅤㅤ  | 5,46  |
| Leonice Cecchin Cassol         | Leonice Cecchin Cassol         | 90ㅤㅤㅤㅤㅤㅤ  | 5,01  |
| Vanderlei Sozo                 | Vanderlei Sozo                 | 87ㅤㅤㅤㅤㅤㅤ  | 4,84  |
| Antônio Cesar Vieira Jacques   | Antônio Cesar Vieira Jacques   | 80ㅤㅤㅤㅤㅤㅤ  | 4,45  |
| Fernando Gehring               | Fernando Gehring               | 69ㅤㅤㅤㅤㅤㅤ  | 3,84  |
| Maria Helena Stella Cecchin    | Maria Helena Stella Cecchin    | 26ㅤㅤㅤㅤㅤㅤ  | 1,44  |
| Hiury Pletsch                  | Hiury Pletsch                  | 11ㅤㅤㅤㅤㅤㅤ  | 0,61  |
| Cleiva Lorenzetti Lorenset     | Cleiva Lorenzetti Lorenset     | 5 ㅤㅤㅤㅤㅤㅤ  | 0,27  |
| Gisele Donadelo Mendo          | Gisele Donadelo Mendo          | 1 ㅤㅤㅤㅤㅤㅤ  | 0,05  |
| Lisanete Cassol                | Lisanete Cassol                | 1 ㅤㅤㅤㅤㅤㅤ  | 0,05  |
| Monica De Faveri               | Monica De Faveri               | 1 ㅤㅤㅤㅤㅤㅤ  | 0,05  |
| Cintia Alban                   | Cintia Alban                   | 1 ㅤㅤㅤㅤㅤㅤ  | 0,05  |

### Eleições Municipais de 2016
| Prefeito                            | Vice-Prefeito                       | Votos Recebidos | %     |
| ----------------------------------- | ----------------------------------- | --------------- | ----- |
| José Maximino Spanhol ELEITO        | Valdecir A. R. ELEITO               | 1306            | 84,91 |
| Votos Brancos                       | Votos Brancos                       | 232             | 15,09 |
| Votos Nulos                         | Votos Nulos                         | 231             | N/D   |
| Candidatos Vereadores:              |                                     |                 |       |
| Itamar Antônio Girardi ELEITO       | Itamar Antônio Girardi ELEITO       | 425             | 25,66 |
| Marildo Stella ELEITO               | Marildo Stella ELEITO               | 170             | 10,26 |
| Antônio José Cassol ELEITO          | Antônio José Cassol ELEITO          | 140             | 8,45  |
| Ivo João Rodrigues Leite ELEITO     | Ivo João Rodrigues Leite ELEITO     | 119             | 7,18  |
| Judite Cecchin ELEITO               | Judite Cecchin ELEITO               | 116             | 7,00  |
| Jocimar Furlan ELEITO               | Jocimar Furlan ELEITO               | 96              | 5,79  |
| Cleiva Lorenzetti Lorenset ELEITO   | Cleiva Lorenzetti Lorenset ELEITO   | 95              | 5,73  |
| Roberto Prigol ELEITO               | Roberto Prigol ELEITO               | 89              | 5,37  |
| Valdeci Cecchin                     | Valdeci Cecchin                     | 86              | 5,19  |
| Nair Salete Capellaro Bolzan ELEITO | Nair Salete Capellaro Bolzan ELEITO | 80              | 4,83  |
| Egidio Stella                       | Egidio Stella                       | 73              | 4,40  |
| Darci Cecchin                       | Darci Cecchin                       | 58              | 3,50  |
| Francisco José Defaveri             | Francisco José Defaveri             | 54              | 3,26  |
| Altemir Nunes Ferreira              | Altemir Nunes Ferreira              | 50              | 3,01  |
| Noeli Josefina Comin                | Noeli Josefina Comin                | 4               | 0,24  |
| Simone Rampazzo Prigol              | Simone Rampazzo Prigol              | 1               | 0,06  |